# Herman Amberg Preus
Herman Amberg Preus, född den 16 juni 1825 i Kristiansand, död den 2 juli 1894, var en norsk-amerikansk präst, kusin till Adolph Carl Preus.
Preus blev teologie kandidat 1848, kallades 1851 som präst till en norsk församling i Wisconsin och blev 1862 ordförande för Norska synoden i Förenta staterna. Då norska kyrkan i Amerika 1876 delats i tre distriktssynoder, blev Preus ordförande för den vart tredje år församlade gemensamma synoden. Sedan 1859 var han redaktör av synodens organ "Kirkelig maanedstidende". Preus utgav Syv foredrag over de kirkelige forholde blandt de norske i Amerika (1867).